# Klobben, Sjundeå
Klobben är en ö i Finland. Den ligger i Finska viken och i kommunen Sjundeå i landskapet Nyland, i den södra delen av landet. Ön ligger omkring 36 kilometer väster om Helsingfors.
Öns area är 24,3 hektar och dess största längd är 1 kilometer i nord-sydlig riktning.